# Ніж виживання

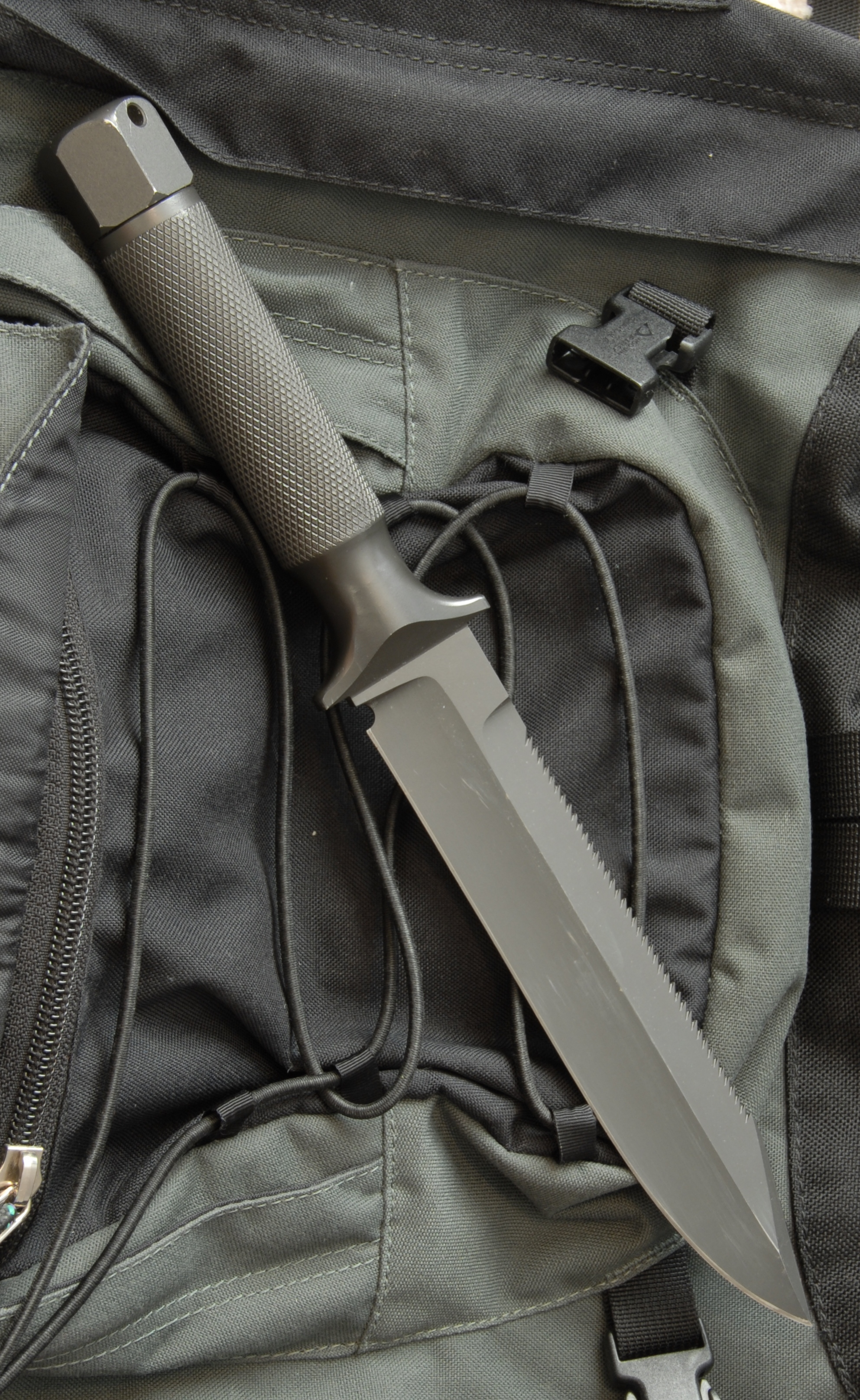
Ніж виживання моделі CRK Mark IV

Ніж вижива́ння (ніж для виживання) — великий нерозкладний універсальний ніж з багатьма функціями, призначений для виживання в екстремальних умовах. В основі конструкції ножа для виживання — військовий ніж для виживання солдатів в екстремальних умовах.
Оскільки ніж — головний інструмент у боротьбі за виживання, то в умілих руках він перетворюється на універсальне пристосування. Це не лише бойовий ніж для самозахисту. За його допомогою можна побудувати укриття, добути їжу та обробити здобич, заготовити дрова, надати першу медичну допомогу.

## Особливості
Класичні ножі для виживання мають порожнисті ручки, в які можна покласти набір для виживання, різні предмети, наприклад кресало або запальничку, марганцівку або пігулки для очищення води, лезо, нитки, волосінь з гачками, нитку з голкою, та ін. Шляхом насичення ножа корисними функціями пішли деякі армії, використовуючи розкладний ніж як найзручнішу форму для екстремальних умов. Знамениті швейцарські ножі за допомогою 21 інструмента можуть виконувати понад 30 функцій. Проте у цього типу ножів є свої недоліки, ножі з порожнистою ручкою мають низьку міцність, через те, що руків'я не складає одне ціле з лезом. Крім того, у випадку втрати ножа, можна втратити усе важливе спорядження, яке знаходилося у ньому.
Найпоширеніша довжина ножа від 9 до 15 см, оскільки ніж більшого розміру незручний і занадто важкий. Клинок ножа має бути завтовшки не менше 4 мм, але не більше 6,5 мм. Ніж з тонким клинком може зламатися, а більш товстий не впорається з копіткою роботою. Дуже міцним має бути кінчик ножа.
Для виживання використовуються ножі двох типів леза: гладке і пилкоподібне (серейтор). Ніж з серейтором добре розрізає одяг і синтетичні матеріали, підходить для самооборони, але його важко гострити в екстремальних умовах. Тому для більшості ситуацій виживання більше підійде гладка різальна кромка, яка відмінно гостриться і звичайним каменем.
Для виготовлення якісних ножів використовуються переважно два типи сталі: нержавіюча і вуглецева. Клинки з нержавіючої сталі не бояться корозії і відмінно служать у вологому середовищі, також вони не вимагають особливого догляду. Мінус цих ножів — леза, які швидше зношуються і заточуються складніше. Клинки з вуглецевої сталі швидше іржавіють, тому не підходять для використання у вологому середовищі.
Також ніж виживання може бути виготовлений з особливої кераміки — діоксид цирконію і композиції матеріалів, наприклад, сталь з покриттям шаром нітриду титану.

## Історія
Першими ножами, сконструйованими спеціально для виживання, стали ножі, якими у 1960-х роках забезпечувалися пілоти американських ВПС, що воювали у В'єтнамі. Однією з основних задач таких ножів була необхідність забезпечення швидкого покидання аварійного літака або вертольота, і забезпечити виживання члену екіпажу в умовах джунглів.

## Лідери у виробництві ножів виживання
Ножі для виживання у різноманітних конфігураціях випускає багато компаній. Одними з найкращих ножів вважається продукція компаній Becker Knives, Fallkniven, Benchmade, Gerber Legendary Blades і SOG Specialty Knives.
Компанія Fällkniven робить невеликі, міцні і прості в розкладанні ножі, які користуються попитом у мисливців. Найбільш відомі і популярні моделі ножів компанії SOG Specialty Knives — SOG Seal 2000 і SOG Seal Pup, ці моделі використовуються в американській армії.

## Цікавини
Для зйомок фільму «Рембо: Перша кров» збройовий майстер Джим Лайл створив великий ніж виживання, з клинком типу «Боуї» зі виризними зубами. Популярність фільму, а також головного персонажа фільму, у 1980-1990-х роках викликала хвилю численних наслідувань. У підсумку різними виробниками було створено безліч більш-менш прийнятних моделей ножів виживання.

## Галерея

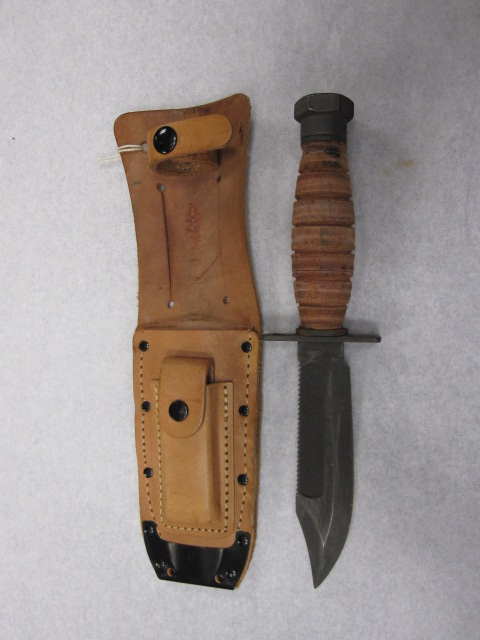
Ніж виживання пілота ВПС США
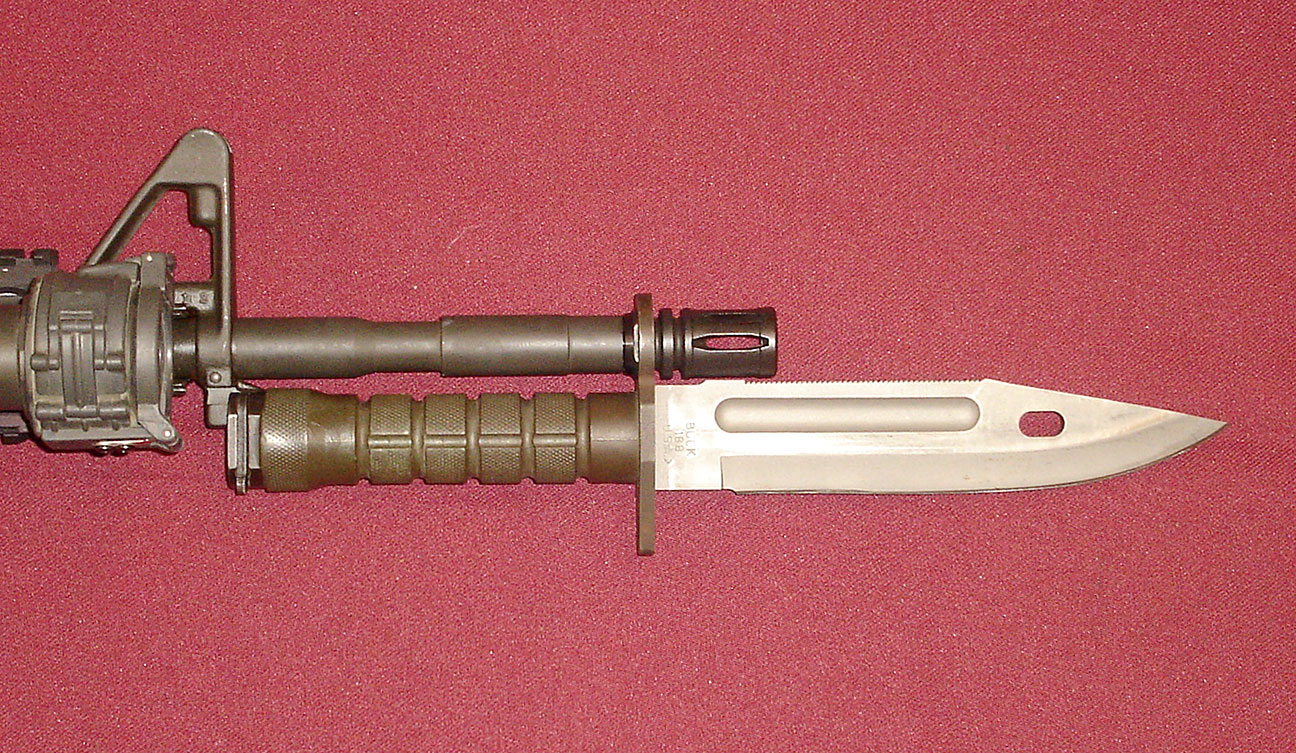
Ніж армії США M9 із зубцями вздовж хребта, може бути використаний для перерізання кабелів
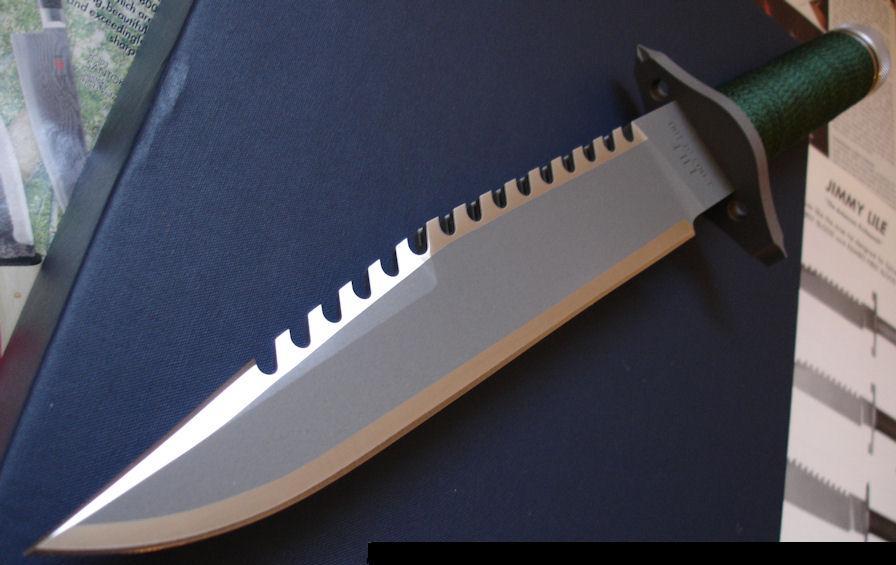
Jimmy Lile «Next Generation» First Blood
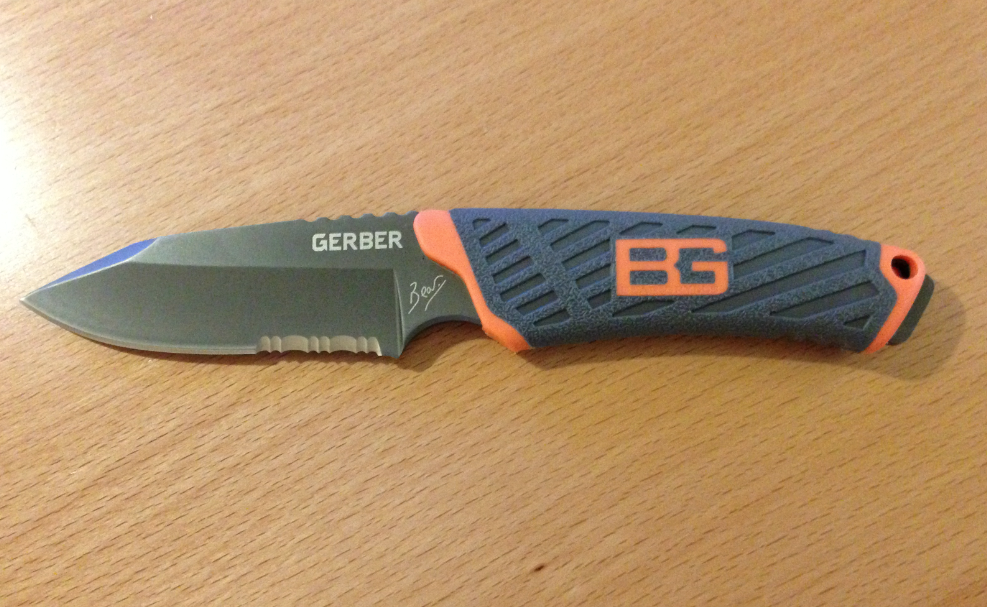
Bear Grylls ніж виживання «Ultimate Compact»
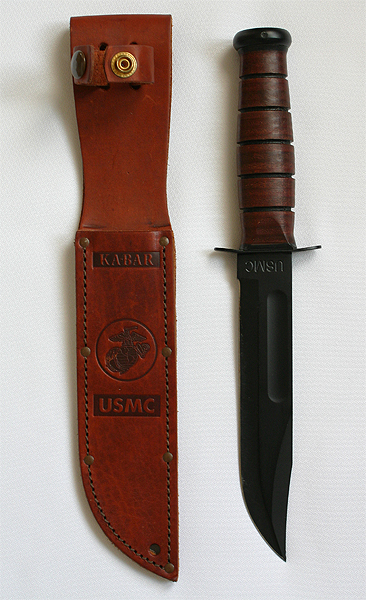
USMC Ka-Bar
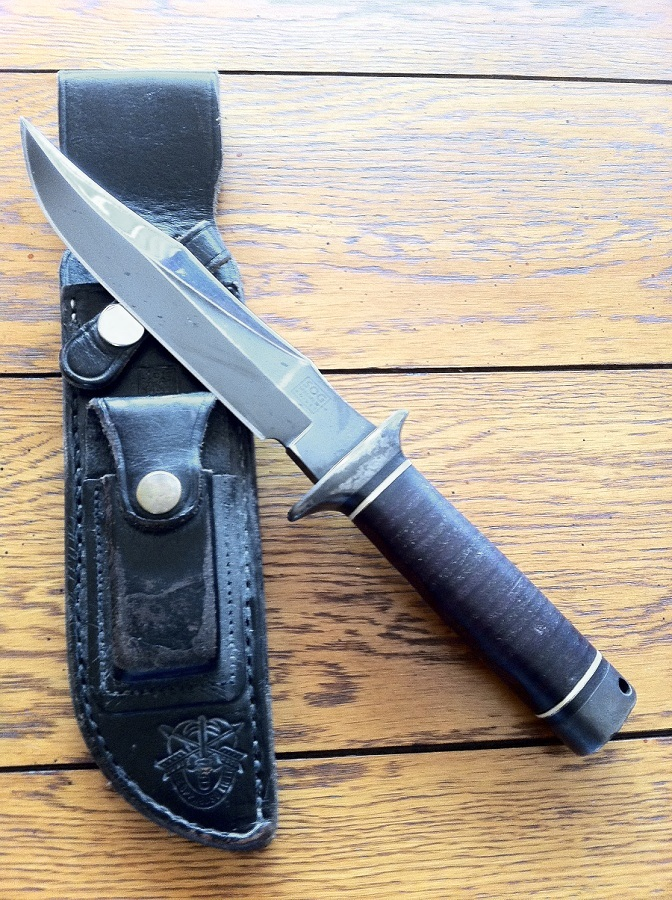
SOG Knife